# Paradise (EP của Lana Del Rey)
Paradise là EP thứ ba của ca sĩ kiêm nhạc sĩ người Mỹ Lana Del Rey, được phát hành vào 9 tháng 11, 2012 bởi Universal Music. Nó sau đó được phát hành lại với album phòng thu Born to Die (2012) với tên gọi Born to Die: The Paradise Edition. Loại nhạc mà trong EP này được miêu tả là baroque pop và trip hop.

## Danh sách bài hát
| STT              | Nhan đề           | Sáng tác                       | Producer(s)              | Thời lượng |
| ---------------- | ----------------- | ------------------------------ | ------------------------ | ---------- |
| 1.               | "Ride"            | Elizabeth Grant Justin Parker  | Rick Rubin               | 4:49       |
| 2.               | "American"        | Grant Rick Nowels Emile Haynie | Nowels Haynie ( co. )    | 4:08       |
| 3.               | "Cola"            | Grant Nowels                   | Nowels DK ( co. )        | 4:20       |
| 4.               | "Body Electric"   | Grant Nowels                   | Nowels Dan Heath         | 3:53       |
| 5.               | "Blue Velvet"     | Lee Morris Bernie Wayne        | Haynie                   | 2:38       |
| 6.               | "Gods & Monsters" | Grant Tim Larcombe             | Larcombe Haynie ( add. ) | 3:57       |
| 7.               | "Yayo"            | Grant                          | Heath Haynie             | 5:21       |
| 8.               | "Bel Air"         | Grant Heath                    | Heath                    | 3:57       |
| Tổng thời lượng: | Tổng thời lượng:  | Tổng thời lượng:               | Tổng thời lượng:         | 34:03      |

| Phiên bản iTunes | Phiên bản iTunes | Phiên bản iTunes | Phiên bản iTunes | Phiên bản iTunes |
| STT              | Nhan đề          | Sáng tác         | Producer(s)      | Thời lượng       |
| ---------------- | ---------------- | ---------------- | ---------------- | ---------------- |
| 9.               | "Burning Desỉre" | Grant Parker     | Haynie           | 3:51             |
| Tổng thời lượng: | Tổng thời lượng: | Tổng thời lượng: | Tổng thời lượng: | 37:54            |

| Phiên bản kèm phim ngắn | Phiên bản kèm phim ngắn | Phiên bản kèm phim ngắn | Phiên bản kèm phim ngắn |
| STT                     | Nhan đề                 | Sáng tác                | Thời lượng              |
| ----------------------- | ----------------------- | ----------------------- | ----------------------- |
| 10.                     | "Tropico"               | Del Rey                 | 28:00                   |
| Tổng thời lượng:        | Tổng thời lượng:        | Tổng thời lượng:        | 65:00                   |

| Phiên bản độc quyền Target | Phiên bản độc quyền Target           | Phiên bản độc quyền Target | Phiên bản độc quyền Target      | Phiên bản độc quyền Target |
| STT                        | Nhan đề                              | Sáng tác                   | Producer(s)                     | Thời lượng                 |
| -------------------------- | ------------------------------------ | -------------------------- | ------------------------------- | -------------------------- |
| 9.                         | "Blue Velvet" (Penguin Prison Remix) | Morris Wayne               | Haynie Penguin Prison (remixer) | 5:03                       |
| 10.                        | "Blue Velvet" (Lindstrøm Remix)      | Morris Wayne               | Haynie Lindstrøm (remixer)      | 9:26                       |
| Tổng thời lượng:           | Tổng thời lượng:                     | Tổng thời lượng:           | Tổng thời lượng:                | 47:32                      |